# Zygosicyos pubescens
Zygosicyos pubescens là một loài thực vật có hoa trong họ Cucurbitaceae. Loài này được (Keraudren) G.D. Rowley mô tả khoa học đầu tiên năm 2002.